# Stadtarchiv Lörrach
Das Stadtarchiv Lörrach ist das Archiv der Stadt Lörrach. Es ist im ersten Untergeschoss des Lörracher Rathauses untergebracht und führt einen reinen Präsenzbestand. Sein archivalisches Sammelgebiet sind Dokumente und Urkunden zur Geschichte Lörrachs sowie die Akten der Stadt und ihrer Verwaltung. Das Stadtarchiv Lörrach unterhält auch eine Bibliothek zur Stadt- und Regionalgeschichte, die im Lesesaal während der Öffnungszeiten genutzt werden kann. Das Lörracher Stadtarchiv ist Mitglied des Museumsverbundes Netzwerk Museen.

## Geschichte

### Ursprung

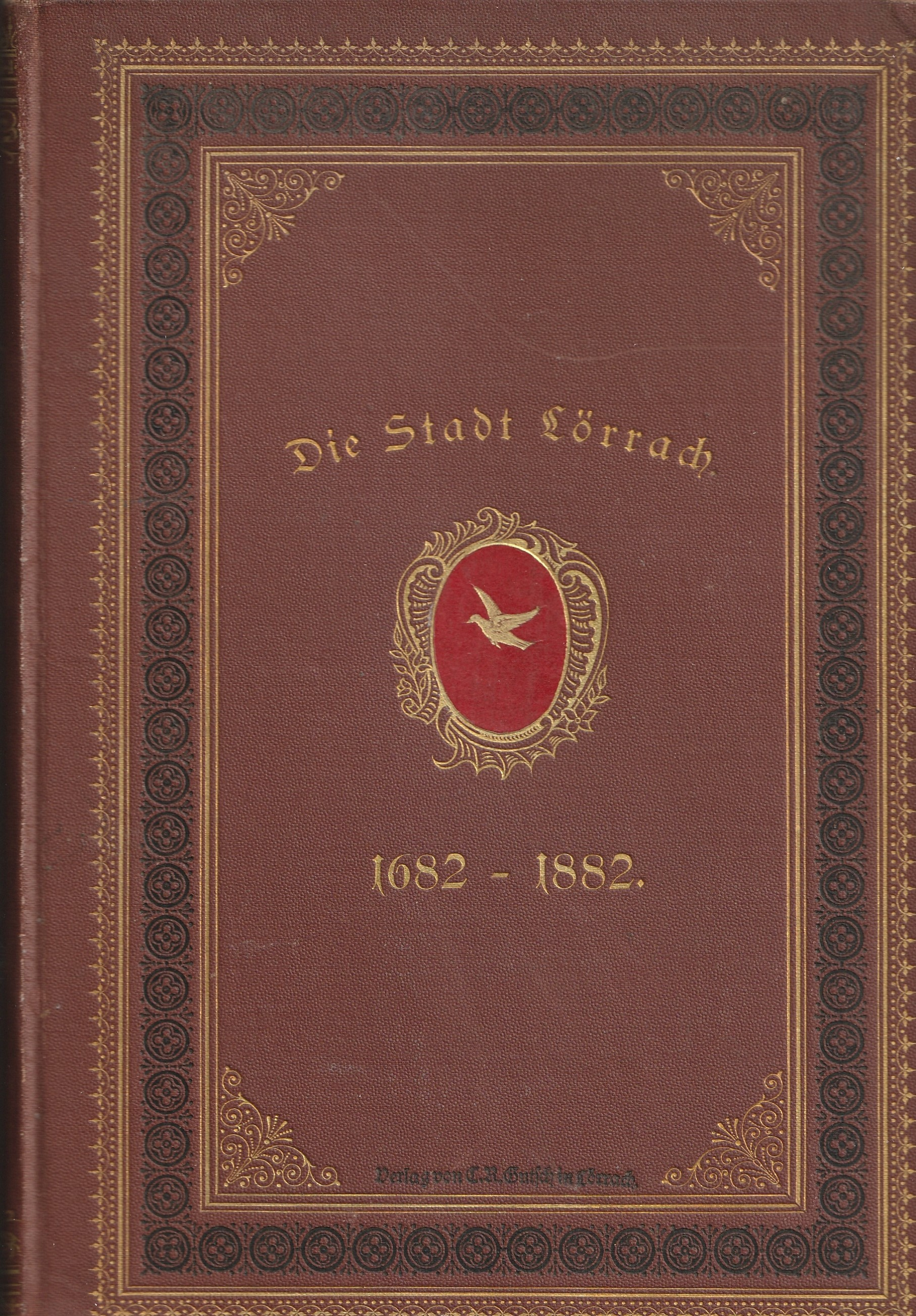
Stadtchronik von Lörrach aus dem Jahre 1882

Die Ursprünge des Stadtarchivs Lörrach gehen auf das 200-jährige Stadtjubiläum 1882 (→ Stadtrechtsverleihung von Lörrach) zurück. Frühere Hinweise sind in den Akten nicht zu finden. Das Jubiläum führte zu einem Interesse an historischen Dingen. Im Auftrag des damaligen Stadtpfarrers Wilhelm Höchstetter erschien das „Urkundenbuch und Chronik“. Darin enthalten waren fünf Konvolute Urkunden, 30 Konvolute Akten über Lörrach, drei Konvolute und 91 Konvolute Akten über Rötteln. Allerdings war dieser Ursprung nicht von langer Dauer, da in den nächsten 25 Jahren keine archivalischen Dinge bekannt sind. Anfang des 20. Jahrhunderts sind Korrespondenzen der Stadt mit dem Generallandesarchiv Karlsruhe überliefert. Systematisch archiviert wurden zu dieser Zeit vor allem Rechnungsbücher. Mit der Betreuung der Archivstelle waren zu dieser Zeit nur ehrenamtliche Pfleger betraut. Erst nach dem Ersten Weltkrieg wurde das Interesse an einer historischen Dokumentation wieder neu entfacht. Der Kriegsausbruch 1914 verhinderte den Bau des bereits beschlossenen Rathausneubaus. Neben den meisten Verwaltungsbereichen hatte auch das Archiv der Stadt mit einer akuten Raumnot zu kämpfen. Aus diesem Grund wurden die verschiedenen Archivgüter dezentral an mehreren Orten ausgegliedert.
Weitere städtisch relevante Unterlagen fanden sich auch am Amtsgericht Lörrach und in den Archiven der Lörracher Pfarreien. Durch die Eingemeindungen von Tumringen und Tüllingen im Jahr 1935 und die Übernahme der Registraturen der ehemaligen Gemeinden  ergaben sich Platzprobleme, so dass der Bestand entsprechend ausgelagert werden musste und es zu keinem zentralem Archiv kam. Erst mit der Neuordnung der Archiv-Bestände beginnend im Oktober 1953 durch Herbert Berner konnte von einer einheitlichen Systematik gesprochen werden. Die fast zwei Jahre dauernde Arbeit wurde am 9. September 1955 der Lörracher Öffentlichkeit vorgestellt. Das Grundgerüst der Archivordnung hat noch bis heute Bestand.
In den Jahren 1937/38 wurde ein Archivraum hergerichtet und im Sommer 1938 bezogen. Auch während des Zweiten Weltkrieges wurde das Archiv ausgelagert. Die Archivalien wurden im Tresorraum der ehemaligen Rheinischen Creditbank in der Turmstraße 41 überführt. Im September 1943 kam es zu weiteren Ausgliederungen an unterschiedliche Orte. Trotz der kritischen Zeit überstanden die Archivmaterialien ohne größere Verluste und Beschädigungen.

### Villa Favre
Nach dem Krieg wurde das Stadtarchiv Lörrach in den geräumigen und feuerfesten Kellergewölben der als Rathaus genutzten Villa Favre untergebracht.  Auch die Archive des Rechnungs- und Standesamtes fanden hier ihren Platz.
Das Generallandesarchiv Karlsruhe, welches selbst zahlreiche bedeutende Materialien zur Lörracher Stadtgeschichte besitzt, listete am 23. November 1953 die Archive in Lörrach, Stetten, Tumringen mit Rötteln und Tüllingen auf, die neben Urkunden Beraine, Akten und Baupläne besaßen. Die Bestände von Lörrach und Stetten zeichneten sich durch eine gute Aktenführung aus. Hingegen waren die Bestände von Tüllingen und besonders Turmringen teilweise sehr zersplittert.
Nachdem Lörrach 1956 zur Großen Kreisstadt erklärt wurde und die Verwaltungsaufgaben wuchsen dienten verschiedene Räume dem Stadtarchiv als Lagerort:
- Sozial- und Jugendamt, Schwarzwaldstraße 1 (Keller)
- Stadtkämmerei, Wallbrunnstraße 2 (Speicher)
- Bau- und Ordnungsamt, Schillerstraße 4 (Keller, Speicher)
- Hans-Thoma-Gymnasium, Baumgartnerstraße 26 (Keller)

Für dem Beginn des Rathausneubaus mussten die in der Villa Favre, die davor als Rathaus diente, die untergebrachten Archivbestände auf andere Orte temporär ausgelagert werden. Dazu diente das Hotel Sonne am Marktplatz und das Kaufhaus für Alle, in dem sich seit 1993 die Stadtbibliothek Lörrach befindet.

### Rathausneubau 1976
Das erst seit der Errichtung des Lörracher Rathaus 1976 im ersten Untergeschoss befindliche Lörracher Stadtarchiv geht auf einen Zusammenschluss von mehreren Archiven und Registraturen zurück. Die dem Hauptamt angegliederte Archivabteilung hat erst seither eine hauptamtliche Besetzung. Vom 29. bis zum 31. Mai 1981 tagte der 41. Südwestdeutsche Archivtag in Lörrach. So wurde das neue Stadtarchiv erstmals einem größeren Kreis an Fachleuten bekannt.

## Beschreibung

### Räume und Einrichtungen
Das im ersten Untergeschoss des Rathauses befindliche Stadtarchiv verfügt über zwei Büroräume mit Tageslicht und ein Benutzerzimmer mit vier Arbeitsplätzen. Das Benutzerzimmer dient auch als zentrale Verwaltungsbücherei. Das Magazin selbst ist ohne Fenster und der 350 Quadratmeter große Raum verfügt über eine Be- und Entlüftungsanlage. Darüber hinaus gibt es einen 100 Quadratmeter großen Raum, der als Stau- und Vorbereitungsraum dient. Die teilweise handgetriebenen, teilweise elektrischen Fahrschränke haben eine Kapazität von 2000 Laufmetern (lfm.). Eine Stellreserve im Magazin weist 800 lfm. auf und eine weitere im Reserveraum etwa 1000 lfm. Darüber hinaus verfügt das Magazin über Flachablagen für Plan- und Plakatsammlungen, vier Schubladen-Schränke und drei Hänge-Planschränke.

### Bestand
Das von Herbert Berner 1953 erstellte Verzeichnis weist 582 Schreibmaschinenseiten zuzüglich Register auf. Der Bestand aus den Jahren 1750 bis 1950 bestehen aus 150 lfm. Rechnungsbücher und 65 lfm. Akten. Darunter befinden sich 20 Urkunden, die älteste aus dem Jahr 1501, darunter auch die Erneuerung der 1682 verliehenen Stadtrechte aus von 1756, 25 weitere Urkunden ab 1468, die keinen direkten Bezug zur Stadtgeschichte haben. Weiterhin sind im Bestand handgeschriebene Bücher und Kirchenberaine (Zinsgüterbeschreibungen) ab 1649, Befehlsbücher ab 1707, Grund- und Pfandbücher ab 1756, Zunft-, Gerichts- und Gemeindeprotokolle, Röttler Kapitelrechnungen, Zehntablösungsrechnungen, Kriegskostenrechnungen und die Gemeinde- und Stadtrechnung ab 1744. Zum Bestand zählt auch ein Druck der von Christian Wurstisen erstellten Basler Chronik. Der Druck wurde 1580 von Sebastian Henricpetri aus Basel angefertigt und zählt zu den kostbarsten Dokumenten. Die allgemeine Bibliothek weist von 1803 eine fast vollständige Sammlung von Anzeige-, Verkündungs-, Regierungs-, Gesetze- und Verordnungsblättern auf. Darüber hinaus auch eine umfangreiche Sammlung an Zeitungen (→ Zeitungssammlung (6.1)).

Inflationsgeld der Stadt Lörrach (1923) – aus dem Bestand des Stadtarchivs Lörrach

Pläne und Karten sind ab dem Jahr 1745 vorhanden, der zeitliche Schwerpunkt liegt auf Plänen aus der Mitte des 19. Jahrhunderts, darunter auch Grundstückslagepläne von 1771 mit entsprechenden Angaben zu den Eigentümern. Die Sammlung wird auch als Lörracher Atlas bezeichnet. Im Stadtarchiv gibt es eine umfangreiche Sammlung von Notgeld aus der Zeit nach dem Ersten Weltkrieg. Fotografien ab 1865 dokumentieren den Wandel des Lörracher Stadtbilds und zeugen von abgebrochenen Gebäuden und örtlichen Ereignissen.
Im Zuge der Gemeindereform ist die Stadt Lörrach 1935 um zwei Stadtteile und 1974 bzw. 1975 um drei Ortsteile gewachsen und dementsprechend sind die Außenbestände eingegliedert worden. Dabei ist der Bestand von unverzeichneten Altakten und Gemeinderechnungen der ehemaligen Gemeinde Hauingen ins Stadtarchiv übernommen worden. Bei diesem Bestand handelt es sich um Rechnungen beginnend von 1730 und Akten beginnend 1812; der Umfang dieses Archivguts umfasst 30 lfm. Die erschlossenen Archivbestände von Brombach und Haagen befinden sich in den Rathäusern dieser Ortsteile. Die Verzeichnisse dazu sind auch im Stadtarchiv einzusehen. Die Verwaltungsakten des Landratsamts Lörrach (rund 15 lfm.) sind etappenweise ins Stadtarchiv überführt worden. Die Bestände hatte man auf die Stetten, Tumringen, Tüllingen, Haagen, Brombach, Hauingen und Inzlingen. Dieser Bestand ist 1956, 1974 und 1975 an das Stadtarchiv überführt worden.

### Bestandsstruktur
Der Bestand des Stadtarchivs lässt sich in folgende Bereiche gliedern:
- 1. Historischer Bestand bis 1952A.
  - A. Urkunden
  - B. Akten der Stadt- und Gemeindeverwaltungen, Lörrach, Stetten, Tüllingen, Tumringen
  - C. Amts- und Rechnungsbücher
  - D. Karten, Pläne, Plakate
  - E. Sammlungen, Bildarchiv

- 2. Gemeindearchive zu Hauingen und Brombach

- 3. Akten der Städtischen Ämter bis 1978

- 4. Standesamt mit den Beständen:
  - Geburtenbücher: 1870 bis 1898
  - Heiratsbücher: 1870 bis 1928
  - Sterbebücher: 1870 bis 1978

- 5. Bauakten bebauter Grundstücke

- 6. Sammlungen
  - 6.1 Zeitungssammlung
    - Oberbadisches Volksblatt, von 1896 bis heute
    - Oberländer Bote, von 1845 bis 1933
    - Badische Zeitung, von 1946 bis heute

  - 6.2. Thematische Zeitungsausschnittsammlung
  - 6.3. Fotosammlung
  - 6.4. Ansichtskartensammlung